# 三(4-叔丁基-3-羟基-2,6-二甲基苄基)三聚氰酸
三(4-叔丁基-3-羟基-2,6-二甲基苄基)三聚氰酸是一种有机化合物，化学式为C42H57N3O6。它可用作抗氧化剂。它可由2,4-二甲基-3-溴甲基-6-叔丁基苯酚和三聚氰酸为原料反应制得。它可以通过高效液相色谱-质谱检测。